# Iwan Wladislaw

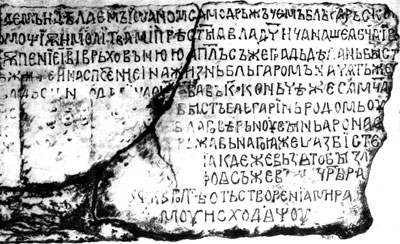
Die Bitola-Inschrift

Iwan Wladislaw (auch Ivan Vladislav geschrieben, bulgarisch Иван Владислав; * ??; † 1018 bei Durrës, heute Albanien) war von 1015 bis 1018 der vorletzte Zar des ersten bulgarischen Reiches. Er stammte aus dem Hause Komitopuli und war der Sohn von Aaron, eines Bruders des Zaren Samuil. Aus seiner Ehe mit der Boljarentochter Marija hatte Iwan Wladislaw insgesamt 11 Kinder, darunter Presian II., dem letzte Herrscher des ersten bulgarischen Reiches. Nach ihm ist seit 2006 der Ivan Vladislav Point benannt, eine Landspitze von Rugged Island in der Antarktis.
- Siehe auch: Bitola-Inschrift des Zaren Iwan Wladislaw

## Familienbeziehungen
1. Iwan Wladislaw ⚭ Marija
  1. Presian II.
  2. Alusian ⚭ ??
    1. Basilius (Edessa), Dux von Edessa
    2. Samoil
    3. Anna ⚭ Romanos IV., byzantinischer Kaiser

  3. Aaron
  4. Trajan
    1. Marija ⚭ Andronikos Dukas
      1. Michail
      2. Johannes Dukas
      3. Irene Dukaina ⚭ Alexios I. Komnenos, byzantinischer Kaiser
        1. Anna Komnena ⚭ Nikephoros Bryennios
        2. Johannes II. Komnenos, byzantinischer Kaiser
        3. Theodora Komnene ⚭ Konstantin Angelos
        4. Isaak Komnenos

  5. Radomir
  6. Katerina von Bulgarien ⚭ Isaak I., byzantinischer Kaiser